# Jean de Lastic
Pour les articles homonymes, voir Lastic.
Jean de Lastic (1371-1454) est le trente-sixième grand maître des Hospitaliers de l'ordre de Saint-Jean de Jérusalem. Il succède à Antoni de Fluvià, grand maître de 1421 à 1437.

## Biographie

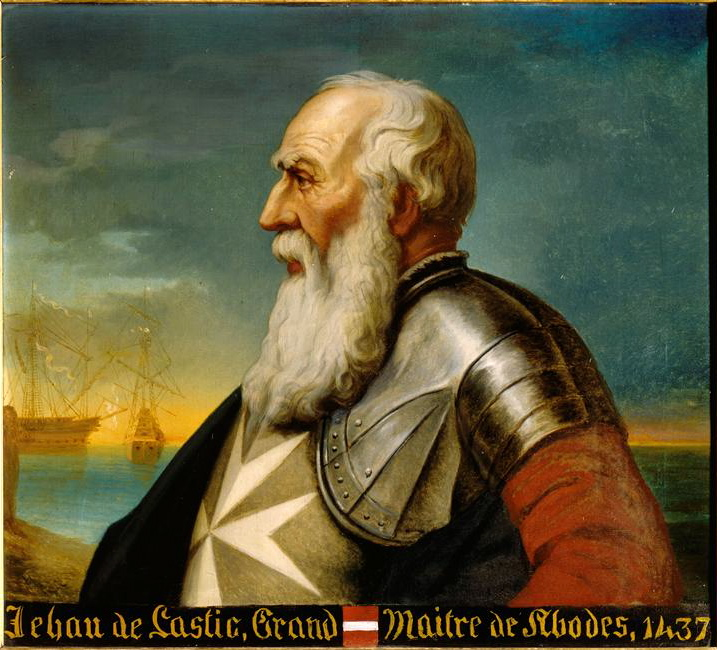
Portrait de Jean de Lastic.

Jean de Lastic est né en 1371 dans le château familial de Lastic (aujourd'hui dans la commune de Lastic dans le Cantal). Il est issu d'une vieille famille auvergnate (par sa mère, il était le petit-fils du comte de Clermont et de la dauphine d'Auvergne).
À la fin des années 1380, vraisemblablement à Carlat, il est reçu chevalier dans l'Ordre des Hospitaliers, dans la Langue d'Auvergne comme l'avaient été avant lui deux de ses oncles. Après avoir sans doute effectué un long séjour au siège du couvent de l'Ordre, à Rhodes, et avoir été pourvu de diverses commanderies (Commanderie de Celles, Montchamp, Château de Carlat), il est élu grand prieur de la Langue d'Auvergne. Revenu à Bourganeuf, siège du grand prieuré, il en renforcera les défenses, en faisant notamment édifier une tour, achevée en 1530, qui porte toujours son nom.
Il se trouve à  Bourganeuf lorsqu'il apprend son élection comme grand maître en 1437. Il ne quittera pas la France sans avoir effectué des achats d'armes. En effet, les Mamelouks d'Égypte, après avoir occupé Chypre en 1424-1426, ne dissimulaient plus leurs ambitions en Méditerranée orientale et menaçaient Rhodes.

## Un défenseur de Rhodes

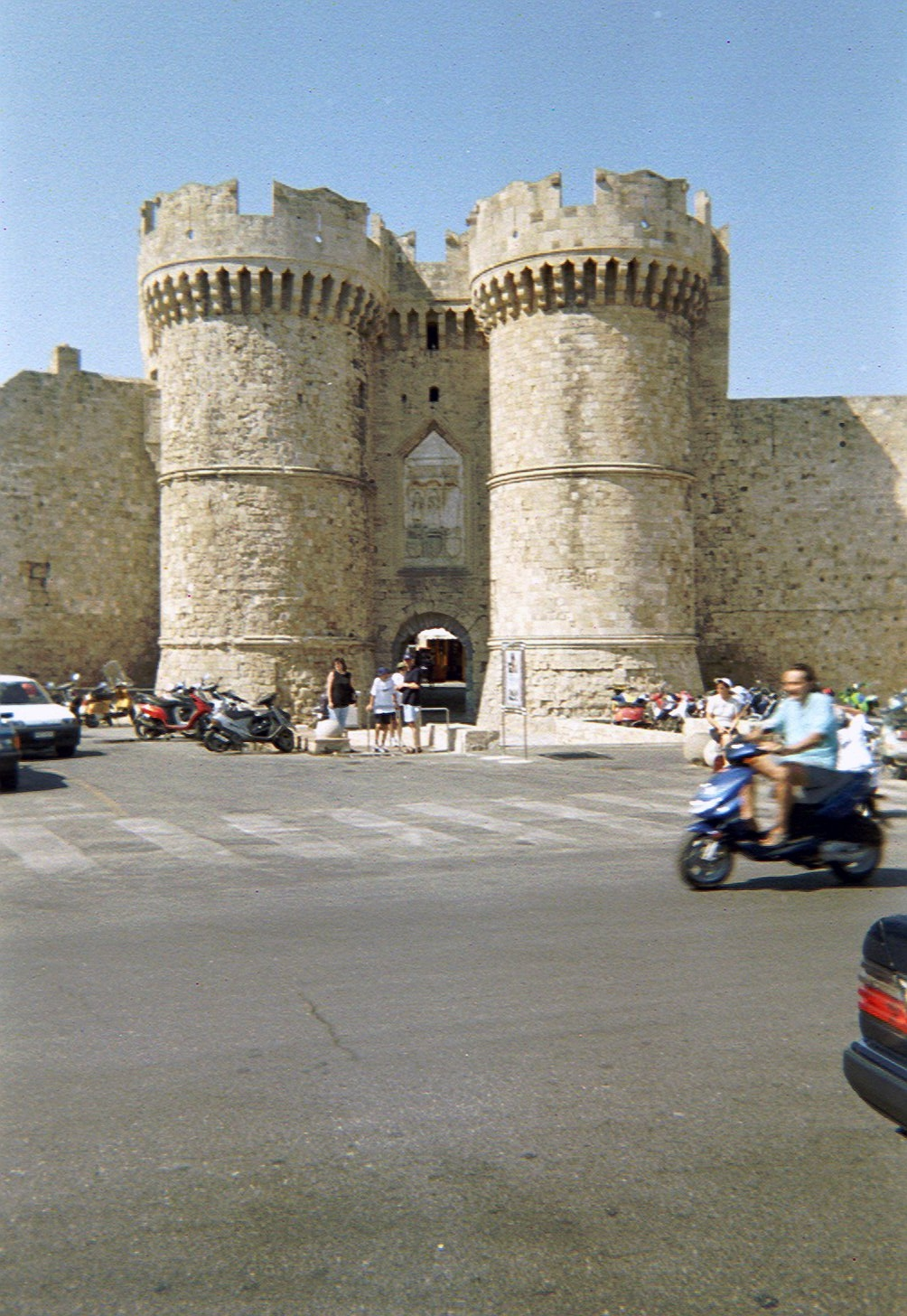
Porte de la cité de Rhodes donnant sur le port

Le premier geste de Jean de Lastic en arrivant à Rhodes, en 1438, consiste à envoyer une ambassade au Caire afin de négocier une prolongation de la trêve antérieurement conclue avec les Mamelouks. Par des espions, les Hospitaliers avaient  appris, en effet, que le sultan d'Égypte avait conclu un accord avec le sultan ottoman, Mourad II, prévoyant que ce dernier resterait neutre en cas d'attaque de Rhodes.
Jean de Lastic fait appel au secours des souverains européens et à la papauté, mais il n'obtiendra rien : Anglais et Français se combattent toujours, les Aragonais se préoccupent de leur installation à Naples, les États d'Europe centrale et balkanique ainsi que l'empereur byzantin ont fort à faire avec les Turcs, et la papauté est en plein schisme.
Les sources sur les deux conflits qui opposèrent les Mamelouks aux Hospitaliers sont partielles et contradictoires.
Une première attaque a lieu en septembre 1440 suivant les sources arabes. La flotte égyptienne se dirige d'abord vers Rhodes, puis vers l'île de Kos, et se présente à nouveau devant Rhodes en novembre. Les Hospitaliers, dont les vaisseaux de haut bord sont inférieurs à ceux de leurs adversaires, trouvent la parade en faisant passer leurs combattants sur des barques à fond plat qui se lancent à l'abordage des navires adverses. Le bilan est lourd : 700 morts côté égyptien, 60 du côté chrétien. Les Égyptiens n'insistent pas. Selon les sources arabes, une seconde expédition aurait été conduite en 1442 ou 1443 contre Rhodes par Inâl al-'Alâ'i al-Nâssirî et par l'émir Tamouhaï, mais il semblerait qu'il s'agisse d'une confusion avec celle de 1440.
La seconde expédition égyptienne a lieu en 1444. Elle est connue, côté arabe, par la chronique d'Abou al-Mahâsin ibn Taghrî Birdî (1530-1604). La flotte des Mamelouks, forte de 75 vaisseaux, débarque cette fois une armée de 18 000 hommes, qui met le siège devant Rhodes le 10 août 1444. La version des faits, côté chrétien est donnée par une chronique, due à un Catalan, Francisc Ferrer, poète à ses heures. Les deux sources s'accordent pour constater que les différents assauts des Égyptiens ont été repoussés. Une sortie victorieuse, et presque désespérée, ordonnée par Jean de Lastic, aurait même permis de jeter à la mer les pièces d'artillerie égyptiennes placées devant la principale porte de la cité, mal défendue depuis le môle séparant le port de commerce et le port militaire. Le 18 septembre, un nouvel assaut se solde par un échec. Le siège est alors levé. 300 Mamelouks ont été tués et 500 autres blessés, sans compter les pertes des combattants non mamelouks et des auxiliaires.
Jean de Lastic tirera toutes les conséquences de la faiblesse des défenses du port de Rhodes. Il les fera renforcer, et consacrera toute son énergie à obtenir en Europe les subsides nécessaires. Il faudra pourtant attendre le magistère de Piero Raimondo Zacosta et celui de Pierre d'Aubusson pour que soit édifié sur le môle (grâce à une généreuse libéralité du duc de Bourgogne) le fort Saint-Nicolas, clef de la défense de la cité lors du siège de 1480 qui résistera à deux reprises aux assauts des troupes ottomanes.
Jean de Lastic meurt en 1454. Jacques de Milly, grand prieur de la Langue d'Auvergne, lui succède à la tête de l'Ordre.